# ایسادور سینگر
ایسادور سینگر (انگلیسی: Isadore Singer؛ زادهٔ ۳ مهٔ ۱۹۲۴) - درگذشتهٔ ۱۱ فوریهٔ ۲۰۲۱) دانشمند در زمینه ریاضیات اهل ایالات متحده آمریکا بود. او استاد دانشگاه MIT بود.
وی همچنین برندهٔ جوایزی همچون کمک‌هزینه گوگنهایم، جایزه آبل، و نشان ملی علوم شده‌است.
سینگر در ۱۱ فوریه ۲۰۲۱ بر اثر کهولت سن در خانه خود در باکسبرو، ماساچوست در ۹۶ سالگی درگذشت.